# 蚕
蚕是鳞翅目蠶蛾科家蠶蛾屬的完全變態昆虫，為丝绸的主要原料来源，在人类经济生活及文化歷史上占有重要地位。家蠶原产中国，其幼蟲在华南地区俗称蚕宝宝或娘仔，成蟲稱為蚕蛾。
家蚕的英文名为“silkworm”（意为“丝虫”），因为它用丝织茧。茧是由一根300-900米长的丝织成的。
家蠶是由野家蠶（Bombyx mandarina）馴化而來，家蠶的馴養在中國已有超過5000年的歷史，並先後傳播到漢字文化圈、印度、尼泊爾，並開啟著名的絲路通至西方國家。
由於經過人類長久的馴養，家蠶和家蠶蛾屬的其他物種在外觀形態上已產生了很大的差異：牠們不但失去了飛行能力，身體也因失去了色素而變成白色。

## 特征

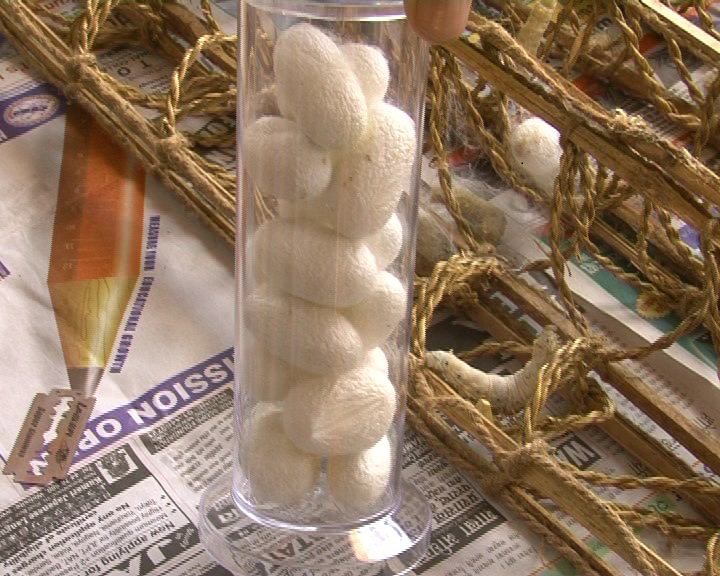
蚕茧

家蠶屬於完全變態昆蟲。其生命可分為卵、幼蟲、蛹、成蟲四個階段。幼蟲階段又可分為五個齡期。
家蠶幼蟲有13个环节、胸腹部有8对足。依品種不同，幼蟲身体可呈現相當多樣、但易於識別的斑紋與顏色。這些顏色主要依真皮細胞和上表皮中色素的性質和分布而定，但要到四齡後才易於識別。甚至有無任何斑紋的姬蠶存在。家蠶幼蟲的斑紋與顏色，也是家蠶遺傳學界的重要研究材料。
成虫有3对足，两对翅膀，身体上有白色的鳞毛。頭部有一對黑色的複眼和一對櫛齒狀的觸角。

### 性別特徵
蠶共有28對染色體。只有一對性染色體雄雌蠶不同：該對性染色體雄蠶為ZZ型、雌蠶為ZW型。
蠶在五齡時，生殖芽特徵會開始變得明顯。生殖芽位於從蠶的身體的頭部算起，大約第11到第12環節附近。如果在該區域腹面的前緣中央，有一個附在體壁內面的乳白色瓢形囊狀體，稱赫氏腺，则是雄性；如果在該區域有一對乳白色點狀體，稱石渡氏腺（Ishiwata's gland）與石渡氏後腺，则是雌性。成蛹時，雌蛹的明顯特徵為Ｘ形線紋，雄蛹則無。其餘特徵有：雌蛹腹部比雄蛹肥大、比雄蛹鈍圓、以及雄蛹在尾端有褐色小點等。到了成蟲階段，蠶蛾更容易分辨雌雄：雌蠶蛾身體較肥胖，交配後會產卵，雄蠶蛾身體則比较尖长。

## 习性

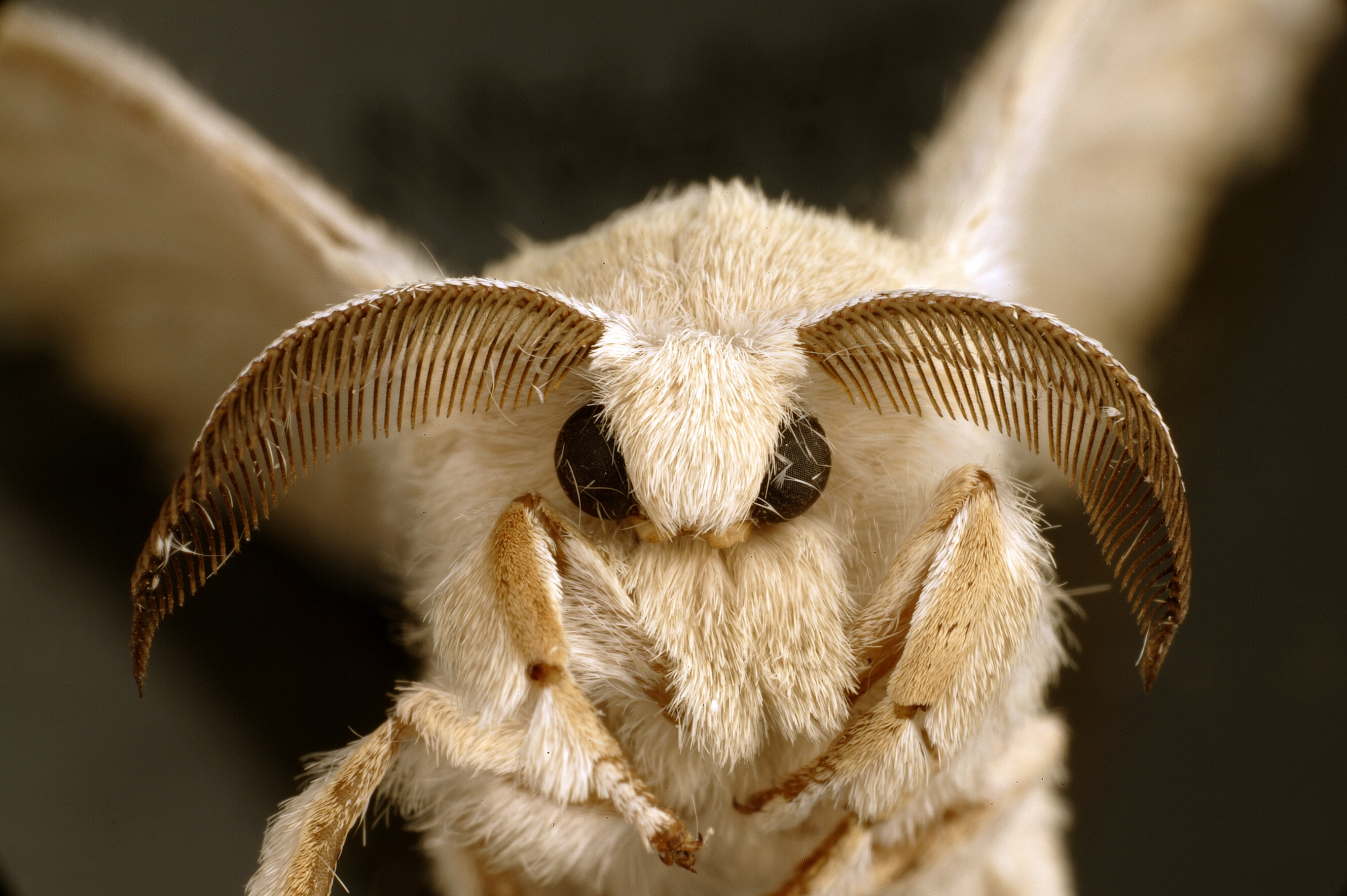
成蟲蠶蛾

家蚕主食为桑葉，但偶有研究發現，可用其它樹葉餵食家蚕。1959年，濱村保次（日語：浜村保次）實驗發現，桑葉會分泌出能引發家蠶食慾的物質。家蠶幼蟲感受桑葉味道的部位，主要是位於臉頰的感覺毛、以及小顎上的小顎鬚感覺毛。多位科學家發現，在剪除感覺毛以後，家蠶會食用本來不吃的蘋果葉。家蚕有很强的食慾。每隻幼蟲自孵化至結繭，須進食約20-25公克的桑葉，其中約88%的食量，集中在五齡蠶階段。家蠶幼蟲的生長適溫，為攝氏23-28度左右。其中一齡為攝氏27-28度、以後每增一齡、溫度降1度。蠶同時也是螞蟻的美食，也需注意螞蟻對蠶的生命威脅。
在五齡蠶階段末期，幼蟲體內負責吐出蠶絲的絹絲腺，會在其體內逐漸擴大、並裝滿組成蠶絲的絲蛋白。幼蟲此時身體開始會開始變化，並開始尋找適合結繭的地方。找到地方後，幼蟲將吐出蠶絲、組成蠶繭包圍自己，然後在蠶繭內变态成蛹。
如果蚕蛹变为成虫（蚕蛾），它们会将茧溶解并钻出。由于它们破洞而出，故而蚕茧会被破坏，丝线将会变短，不能用于纺丝织绸，所以要在其尚未破茧以前，即将蚕茧放入沸水中，以杀死蚕蛹，并使茧易于拆解。養蠶業為取得蠶絲，而殺害蚕蛹的作法，也受到動物福利與動物權利的倡議者非議。甘地基於其不傷害生物的非暴力哲學，對其作法的批評尤為嚴厲、並促使其推廣棉紡機取代蠶絲。不害原則也使得印度出現不害絲綢。這種絲綢主要來自已破繭而出的柞蠶絲、讓蠶蛹能羽化為蠶蛾，而不是在幼蟲蛹時殺害蠶蛹。
蚕蛾的翅膀發育不完，並無飛行能力。牠們在成蟲階段並不進食，雄蛾會在交配完後馬上死去，雌蛾則於產下數百個卵後死亡。
因其久远的馴養历史和经济上的重要性，家蚕的基因已成为现代科学的重要研究对象。但由於近年家蠶疾病猖獗，原多用作教學上的目的，已漸漸式微，甚至在作為研究用途上也具一定的挑戰性。

## 疾病
目前，以病毒互传染引起的軟化症為主，其病體和糞便若無隔離處置，將導致蚕成个体水肿破臭，該群體大量死亡。並且飼養的合適溫度為23度為佳。群聚感染自蚕可见。

## 與人類的關係

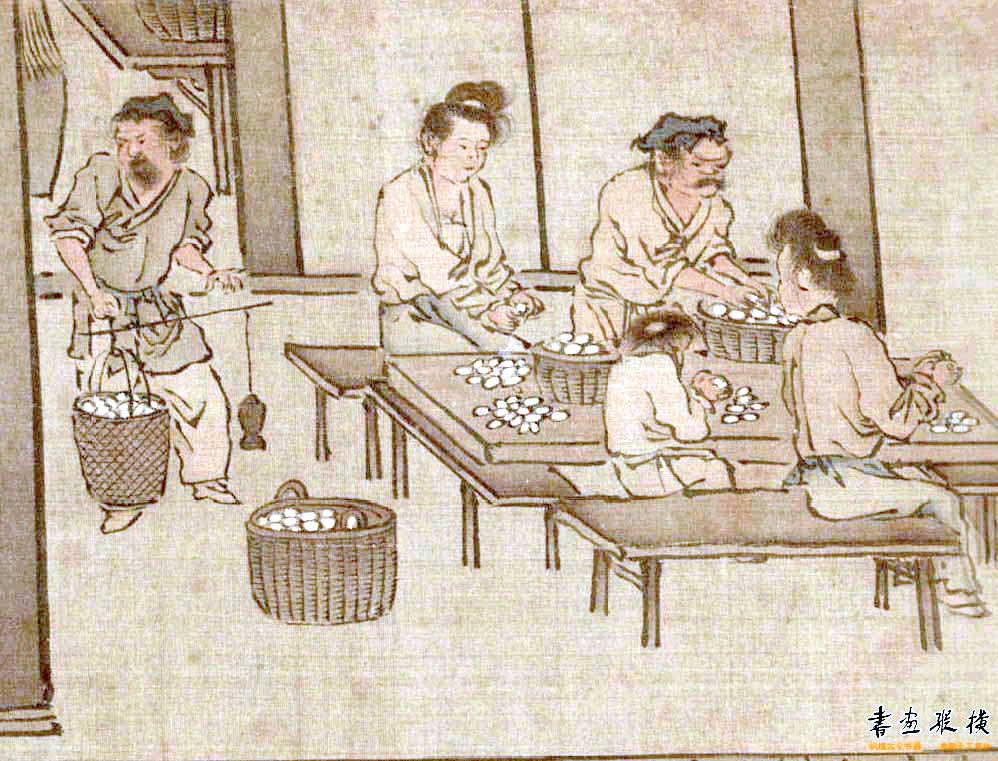
梁楷《蚕织图》，蚕茧

从考古家在吳越發現的絲綢實物來看，在5000年前的江南地區就有桑蠶業。相傳早於西元前三千多年，黃帝的妻子嫘祖就開始「養蠶取絲」。中國絲綢的秘密，後來隨移民傳播至朝鲜、印度等地。公元六世紀東羅馬帝國的基督教出家人从中亞粟特及南北朝的北方中原政權偷運蠶卵，養蠶技術才传到了歐洲。

### 医用

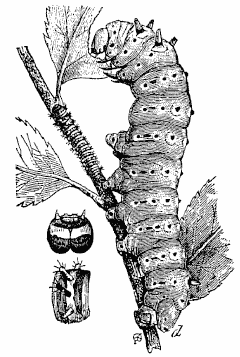

蚕是传统中药“僵蚕”的来源。僵蚕是蚕的4-5期幼虫感染了一种名为巴氏蚕白僵菌的真菌并死亡后的乾燥体，具有息风止痉，祛风止痛，化痰散结的功效。僵蚕载于《中国药典》2015、2020年版本，可以通过人工接种生产。
蚕蛹也是一味中药。孙思邈的《备急千金要方》载：“蚕蛹性味咸温，主益精气”；《食疗本草》载：“蚕蛹富含养分，食用甚益人”。現代醫學證實蚕蛹油脂和蚕蛹蛋白具有降血糖、增强免疫、抗衰老等功效。另外入药的还有柞蚕蛹除去蚕蛹的蚕茧壳，中医叫做蚕茧、蚕茧壳，也入药。雄性成虫中医叫做蚕蛾、雄蚕蛾、原蚕蛾，一样入药。
蚕的干燥粪便也有药用，叫做蚕砂（也写作蚕沙）。一些标准取的是6-8月幼虫二眠、三眠之间所排粪便，另外的则只指定夏秋两季。

### 食用

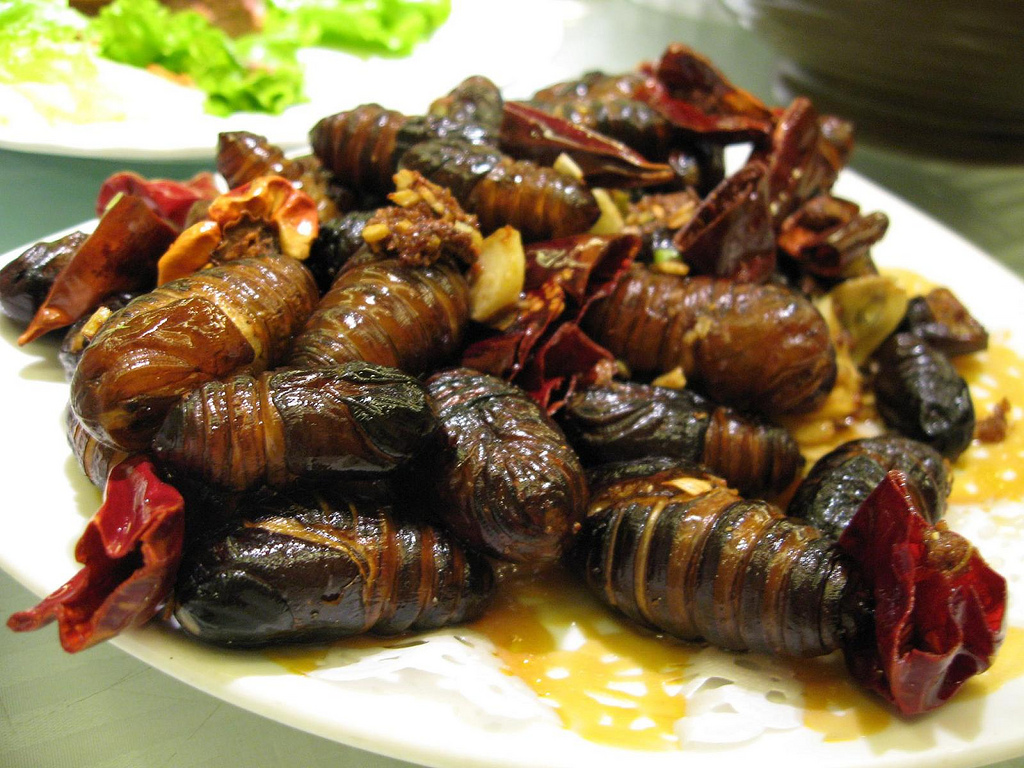
炸柞蚕蛹

在中國北方，柞蠶蛹（俗称“茧蛹”）是一種传统的食品，北魏时期賈思勰的《齊民要術》中就有“以蠶蛹禦宴客”的記載。中国北方十多个省份有养殖柞蚕，其中规模最大的是辽宁，所产蚕蛹的90%左右用于食用。在韓國，蚕蛹也是受歡迎的街頭小吃。另外，在泰國也有炸蠶料理。

### 教育
中国大陆以及台灣小学的課程中，通常會讓學生養蠶（俗稱“蠶寶寶”），觀察及紀錄蠶蛾的生活史，作为一种生命教育。有台湾人指出，蠶产卵甚多，丟棄任其死亡似乎和生命教育的初衷有所违背。

## 註解
1. ↑  這包含異櫟素（isoquercitrin）、桑葉素（morin）、纖維素（cellulose）、與矽鹽之一（silica）等
2. ↑  具體有發黃並呈現透明狀，同時皮膚會越來越緊繃。

## 外部連結
- 僵蠶 Jiangcan （页面存档备份，存于） 中藥材圖像數據庫 (香港浸會大學中醫藥學院)
- 僵蠶 Jiang Can （页面存档备份，存于） 中藥標本數據庫 (香港浸會大學中醫藥學院) （繁體中文）（英文）

## 延伸阅读
- 伊藤智夫; 田中元三. . 日本蚕糸学雑誌. 1960, 29 (3): 191–196. doi:10.11416/kontyushigen1930.29.191.

[在维基数据编辑]
 《欽定古今圖書集成·博物彙編·禽蟲典·蠶部》，出自陈梦雷《古今圖書集成》